# 末広通 (豊川市)
末広通（すえひろどおり）は、愛知県豊川市の町名である。現行行政地名は末広通一丁目から末広通四丁目。

## 地理
豊川市の中心部に位置する。主に住宅地を形成している。南から順に1〜4丁目で構成されるが、町域は1丁目、2丁目、3・4丁目の3つに分かれている。

## 歴史

### 沿革
- 1960年（昭和35年）2月21日 - 豊川町（天通・安通・左通・不古通・江通・油通・女通・計通・良通・礼通）・北金屋町（若宮）・古宿町（横佐）の各一部より、末広通1〜4丁目が成立[1]。
- 1977年（昭和52年）9月1日 - 1丁目の一部が幸町となる[6]。

## 世帯数と人口
2019年（平成31年）3月31日現在の世帯数と人口は以下の通りである。
| 町丁   | 世帯数  | 人口  |
| ------ | ------- | ----- |
| 末広通 | 201世帯 | 451人 |

### 人口の変遷
国勢調査による人口の推移
| 1995年（平成7年）  | 735人 | [ 7 ]  |  |
| 2000年（平成12年） | 556人 | [ 8 ]  |  |
| 2005年（平成17年） | 572人 | [ 9 ]  |  |
| 2010年（平成22年） | 521人 | [ 10 ] |  |
| 2015年（平成27年） | 503人 | [ 11 ] |  |

## 学区
市立小・中学校に通う場合、学区は以下の通りとなる。また、公立高等学校に通う場合の学区は以下の通りとなる。
| 丁目         | 番・番地等 | 小学校             | 中学校             | 高等学校 |
| ------------ | ---------- | ------------------ | ------------------ | -------- |
| 末広通一丁目 | 31〜37番地 | 豊川市立豊川小学校 | 豊川市立東部中学校 | 三河学区 |
| 末広通一丁目 | その他     | 豊川市立金屋小学校 | 豊川市立金屋中学校 | 三河学区 |
| 末広通二丁目 | 21〜64番地 | 豊川市立桜木小学校 | 豊川市立東部中学校 | 三河学区 |
| 末広通二丁目 | その他     | 豊川市立豊川小学校 | 豊川市立東部中学校 | 三河学区 |
| 末広通三丁目 | 全域       | 豊川市立桜木小学校 | 豊川市立東部中学校 | 三河学区 |
| 末広通四丁目 | 全域       | 豊川市立桜木小学校 | 豊川市立東部中学校 | 三河学区 |

## 施設
- 豊川高等学校
- 豊川東幼稚園
- 豊川信用金庫本店営業部
- ファミリーマート豊川末広通店
- セブン-イレブン豊川末広通4丁目店

## 交通

### 鉄道
- 日本車輌製造引込線（良通踏切）：旅客列車営業は無い

バス
- 豊鉄バス新豊線「豊川東部中学校」バス停（正月交通規制時のみ臨時バス停として設置。バスは1時間に1本程度）

道路
- 愛知県道31号東三河環状線
- 豊川市道末広通

## その他

### 日本郵便
- 郵便番号 : 442-0029[4]（集配局：豊川郵便局[14]）。

## 参考資料
- 「角川日本地名大辞典」編纂委員会 編『角川日本地名大辞典 23 愛知県』角川書店、1989年。
- 平凡社 編『日本歴史地名大系 23 愛知県の地名』1981年。
- 新編豊川市史編集委員会 編『新編豊川市史 第八巻 資料編 現代』2002年。